# Lins
Pour les articles homonymes, voir Lins (homonymie).
Lins est une ville brésilienne de l'État de São Paulo.
En 2013, Edgar de Souza, 34 ans, est élu et remplace Waldemar Sândoli Casadei (PMDB). Il est localement connu pour être pasteur évangélique et homosexuel .